# Daniel Bækkegård
Daniel Lund Bækkegård (26 de abril de 1996) es un deportista danés que compite en triatlón. Ganó una medalla de bronce en el Campeonato Mundial de Ironman 70.3 de 2021 y una medalla de oro en el Campeonato Europeo de Ironman 70.3 de 2022.

## Palmarés internacional
| Campeonato Mundial | Campeonato Mundial          | Campeonato Mundial | Campeonato Mundial |
| Año                | Lugar                       | Medalla            | Prueba             |
| ------------------ | --------------------------- | ------------------ | ------------------ |
| 2021               | St. George (Estados Unidos) | Medalla de bronce  | Individual         |
| Campeonato Europeo |                             |                    |                    |
| Año                | Lugar                       | Medalla            | Prueba             |
| 2022               | Elsinor (Dinamarca)         | Medalla de oro     | Individual         |